# 竜と狼
『竜と狼』は、HBOで放送されたファンタジー・ドラマ・シリーズである『ゲーム・オブ・スローンズ』のシーズン7(第7章、副題『氷と炎の歌』)の、シーズン最終の第7話である。ショーランナーであるデイヴィッド・ベニオフ & D・B・ワイスの二人によって脚本が書かれ、ジェレミー・ポデスワが監督した。

デナーリスとジョンらはキングズランディングでサーセイと会う。〈亡者〉を見せ、休戦協定を結ぶ。サーセイは協力を約束するが、後に嘘であることが分かり、失望したジェイミーは一人北へ向かう。シオンは姉を救出するため旅立つ。ウィンターフェルでは、ピーター・ベイリッシュがサンサによって殺人と反逆の罪で有罪とされ、アリアによって処刑される。ウィンターフェルに来たサムに、ブランはジョンの真の血筋を語る。ホワイト・ウォーカーの軍がイーストウォッチに到着し、〈夜の王〉がドラゴンを操って〈壁〉を破壊する。

## あらすじ

### キングズランディングにて
〈穢れなき軍団〉とドスラク軍がキングズランディングに到着する。竜舎の廃墟において、デナーリス側とサーセイ側の協議が行われる。ドロゴンに乗ってデナーリス(エミリア・クラーク)は遅れて到着する。ジョン・スノウ(キット・ハリントン)はホワイト・ウォーカーと〈亡者〉の危険を訴え、ハウンド(ロリー・マッキャン)が〈亡者〉をサーセイ(レナ・ヘディ)に見せる。ジョンは炎とドラゴングラスが〈亡者〉を倒せることを示す。ユーロン(ピルウ・アスベック)はこれを見て怖れ、亡者が泳げないと知ると、艦隊と共に安全な鉄諸島に帰ると告げる。サーセイは北部の中立という条件なら休戦に合意すると返答するが、既にデナーリスへの忠誠を誓っていたジョンは拒否し、協議はいったん決裂する。ティリオン(ピーター・ディンクレイジ)はサーセイを説得するため危険を冒して単身で会いに行く。サーセイは休戦に同意し、自軍をホワイト・ウォーカーの軍に向かわせるため北部に派遣すると約束する。
デナーリスの一行が去った後、ジェイミー( ニコライ・コスター＝ワルドー)はラニスター軍を北部に送る準備を始める。サーセイはこれを止め、休戦の約束とユーロンの帰国は嘘であり、ユーロン艦隊はエッソスに〈黄金兵団〉を迎えに行く途中であると明かす。失望したジェイミーはキングズランディングを去る。そしてキングズランディングに雪が降り始める。

### ドラゴンストーンにて
デナーリスとジョン・スノウ、ティリオンら首脳陣はドラゴンストーンに戻り、軍議を行う。ジョンの示唆に従い、北部の諸侯と民の支持を得るためにデナーリスとジョンは同じ船でホワイトハーバーに向かうことにする。
出発に先立ち、シオンはドラゴンストーンの城内でジョンを呼び止め、ジョンが常に正しい行動をすることを羨んでいたと明かす。多くの過ちを犯したのは自分も同じだとジョンは語り、許せることは全て許すとシオンに告げる。勇気づけられたシオンは船を出そうとする鉄諸島の仲間を呼び止め、ヤーラを救出に向かうよう説得するが聞き入れてもらえない。シオンは反対者のリーダーを殴り倒して意地を示し、皆は同意する。

### ウィンターフェルにて
リトルフィンガーことピーター・ベイリッシュ(エイダン・ギレン)はサンサ(ソフィー・ターナー)に語りかけ、アリア( メイジー・ウィリアムズ)がサンサを殺し、ウィンターフェルの女領主になるつもりだと教唆する。サンサはアリンの谷間の兵で固めた大広間にアリアを呼び出す。そこでアリアが領主サンサから審問を受けると思われたが、一転してそれはリトルフィンガーを断罪するための場だった。サンサは、ブラン(アイザック・ヘンプステッド＝ライト)の過去を視る力の助けを借り、ブランの暗殺未遂によってスターク家とラニスター家の不和を招いたこと、ネッドを裏切ったこと、ジョン・アリンの毒殺を主導して偽の情報を流したこと、自殺に見せかけライサを殺し、自分をボルトン家に売り渡したこと、アリアとの間の不和を画策したことなど、数々の罪を列挙する。リトルフィンガーはひざまずいてサンサに許しを請うが、サンサの命でアリアが喉を掻き切る。すっかり冬景色となった城の外を眺めながら、姉妹は冬を乗り切るために家族は団結しなければならないと語り合う。
オールドタウンを去ったサム(ジョン・ブラッドリー)はウィンターフェルに辿り着き、壁で別れたブランと再会する。ブランはジョンがレイガー・ターガリエンとリアナ・スタークの間に生まれた落とし子であることを明かし、本来はスノウ姓ではなくサンド姓なのだとサムに言う。しかしサムは、レイガーの婚姻無効が記録された日誌をオールドタウンで読んでいたため、それならジョンは落とし子ではないはずだと伝える。ブランは過去に戻り二人の結婚式を幻視し、リアナはレイガーに略奪されたのではなく双方が愛し合っていたことを知る。ジョンは私生児(落とし子)ではなく、死に瀕したリアナが兄ネッドに伝えた名はエイゴン。ターガリエン家の世継ぎで〈鉄の玉座〉の正統な後継者たるエイゴン・ターガリエン（デナーリスは叔母にあたる）であった。

### 狭い海の上で
北へ向かう船の中で、お互いに心惹かれ始めたデナーリスとジョン・スノウ。デナーリスは相手の本当の正体を知らず、ジョンは自分が何者なのかを知らないまま愛を交わす。部屋の外ではティリオン・ラニスターがじっと見守る。

### イーストウォッチにて
トアマンド(クリストファー・ヒヴュ)とベリック・ドンダリオン(リチャード・ドーマー)らは、ホワイト・ウォーカー率いる〈亡者〉の軍が〈壁〉に近づくのを見る。〈夜の王〉は蘇生させたヴィセーリオンに乗り、青い炎で〈壁〉を破壊する。トアマンドとドンダリオンら守備隊は攻撃を受けて壁の上から逃げるが、多くは崩れ落ちる氷に巻き込まれ生死は分からない。〈亡者〉の大軍団は〈壁〉の瓦礫を乗り越え、ついに南へと進軍を開始する。

## 製作

### 脚本
原作者との話し合いにより、未刊の原作に基づいて脚本が書かれた。ショーランナーの二人が脚本を書いた。

### キャスティング
ピーター・ベイリッシュ(リトルフィンガー)役のエイダン・ギレンは最後の出演となった。

## 評価

### 視聴人数
本エピソードはアメリカ合衆国での初回放送で1207万人に視聴され、この時点でシリーズ史上最高の記録となった。また18-49才の年齢層で5.7%のシリーズ史上最高視聴率となり、同夜に最も視聴されたケーブルTV番組となった。

### 受賞
当エピソードに対し、第70回プライムタイム・エミー賞助演男優賞ドラマシリーズ部門をピーター・ディンクレイジが受賞し、クリエイティブアーツ部門では作曲賞とProsthetic Makeup賞を受賞した。

## 参照
1. 1 2  Porter, Rick (2017年8月29日). “Sunday cable ratings: VMAs hit all-time low opposite ‘Game of Thrones’ finale”.   TV by the Numbers. 2017年8月29日閲覧。
2. ↑  Porter, Rick (2017年8月22日). “Sunday cable ratings: ‘Survivor’s Remorse’ premiere steady, ‘Game of Thrones’ down a little”. TV by the Numbers. 2017年8月22日閲覧。